# Amauta

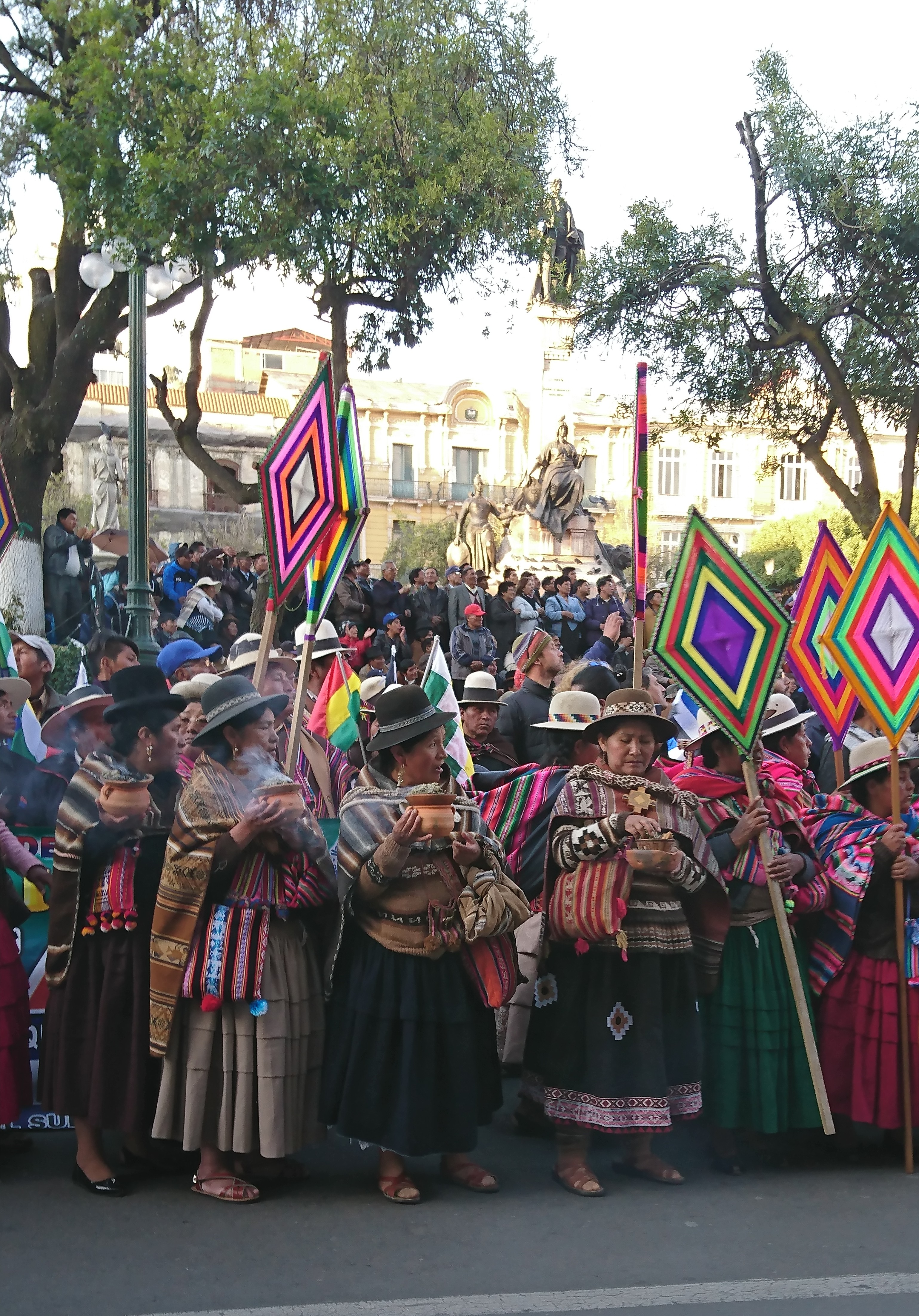
Amautas en Plaza Murillo, La Paz, durante la inauguración de la Casa Grande del Pueblo.

Amauta (del quechua: amawt'a; maestro, sabio) era un título para aquellas personas que se dedicaban a la educación formal de los hijos de los nobles y del Inca.

## Descripción
La educación incaica se dividía en dos esferas principales: la educación para las clases altas y la educación para la población en general. Las nobleza y unos pocos individuos especialmente escogidos de las provincias del imperio eran educados formalmente por los amawtakuna, mientras que la población en general recibía conocimientos y habilidades de sus antepasados inmediatos.
Según el cronista Fray Martín de Murúa la educación se impartía en los yachaywasi o casas del saber, lugares de aprendizaje ubicados en el Cusco. Los estudiantes eran hijos de la nobleza inca, los futuros gobernantes. El yachaywasi original fue construido e inaugurado por Inca Roca. A medida que el imperio crecía, se construyeron más escuelas como ésta, que eran los centros de enseñanza de las ideologías, historias y filosofías principales del imperio. Los amauta mantuvieron este conocimiento a través de una tradición oral y lo transmitieron a las generaciones futuras. Las materias fueron normas morales, religión, principios de gobierno, estadística, matemáticas, ciencia, quechua, interpretación del quipu, arte, construcción musical, historia, agronomía, arquitectura, medicina, filosofía y las ideas cosmológicas de la tierra y el universo, entre otras materias.

## Uso contemporáneo del término

### En Bolivia
En Bolivia los términos amauta y yatiris se aplican a personas con capacidad de aconsejar y leer la suerte con diferentes métodos entre los que se encuentra la lectura de coca. Algunos de ellos están establecidos en la ciudad de El Alto en oficinas y casetas muchas de ellas en las cercanías de La Ceja, durante algunas festividades como Alasitas suelen establecer lugares temporales en las cercanías para celebrar ritos de buenos augurios. 
Los ritos celebrados por los amautas incluyen ofrendas destinadas a pedir permiso y buscar buena fortuna para diferentes emprendimientos, entre las prácticas que realizan se encuentran la preparación de mesas de ofrendas que incluyen en el rito de ignición la challa, acullico, sahumerio y oraciones y rezos pidiendo protección a los Achachilas y la Pachamama. 

### En Perú

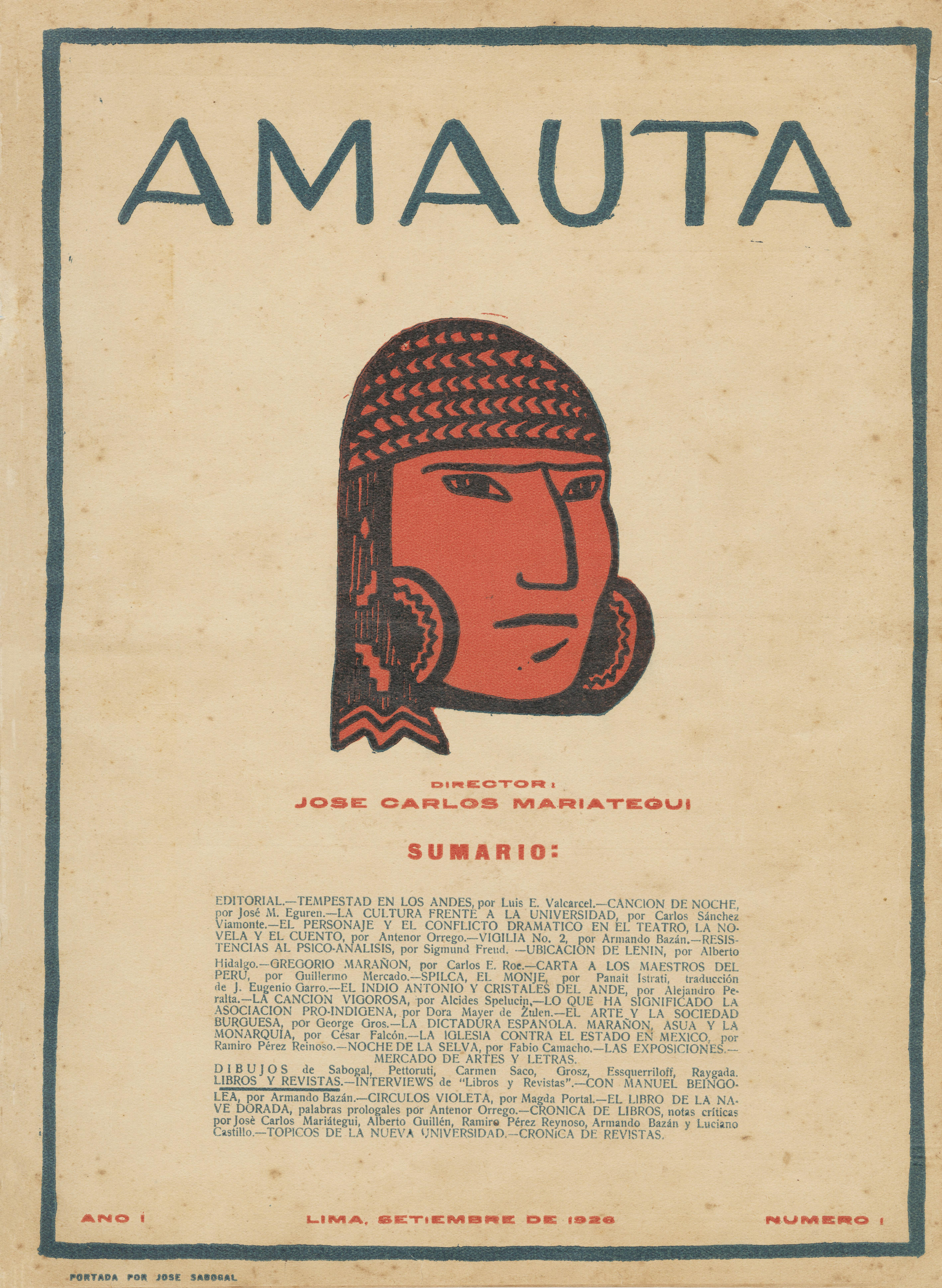
Portada nº1 de Amauta

En Perú el término es un hipocorístico para referirse principalmente al escritor, periodista, político y filósofo José Carlos Mariátegui y la revista que fundó. 
El término es usado adicionalmente para designar al título de un sabio o maestro en una disciplina específica, como por ejemplo el premio del Amauta de la artesanía del Ministerio de Cultura o el grado de "amauta" en el reconocimiento de las Palmas magisteriales, máximo galardón atribuido a los profesores y pedagogos del Ministerio de Educación.